# Rège
Le rège est une ancienne unité de mesure de superficie de cent pas de long (environ 86 mètres) sur un mètre de large, c'est-à-dire que le rège délimite une surface de 86 m2.
Dans la région bordelaise, une rège (au féminin) désigne une rangée de vignes palissées.
Cette expression, bien qu'absente dans de nombreux dictionnaires, apparaît dans Le Nœud de vipères de François Mauriac: "Le lièvre, l'unique lièvre de chaque année, qui gîtait dans les règes" (p. 86) et "Des bergeronnettes et des grives s'égaillaient dans les règes où le raisin tardait à pourrir" (p. 220).
Elle apparaît également dans une autre œuvre de François Mauriac, Le désert de l'amour : "...la silhouette noire du docteur demeurait immobile au milieu de l'allée des vignes ; il pressait contre sa poitrine ses deux mains, vacillait comme pris de boisson ; il fit quelques pas, s'assit lourdement entre deux règes." (Chapitre IX, p. 169).  